# Seo Su-yeon
Pour les articles homonymes, voir Seo.
Seo Su-yeon (en coréen : 서수연), née le 8 janvier 1986 à Mokpo (Corée du Sud), est une pongiste handisport sud-coréenne concourant en classe 2 pour les athlètes tétraplégique ayant une bonne autonomie de haut du corps. Elle est détentrice d'un titre mondial (2018), et de trois médailles d'argent et une de bronze paralympique (2016, 2020).
En août 2021, elle est numéro 2 mondiale.

## Biographie
À l'âge de 18 ans, Seo Su-yeon entre à l'hôpital pour subir une opération pour corriger sa posture mais l'injection la laisse paralysée en dessous de la taille. Elle commence à jouer au tennis de table pendant les années où elle poursuit l'hôpital en justice.

## Carrière
Aux Championnats d'Asie 2015, elle est sacrée championne en individuel et est médaillée d'argent par équipes. Elle détient également deux médailles d'argent et deux de bronze aux Jeux para-asiatiques.
En 2016, pour ses premiers Jeux, elle remporte l'argent en individuel classe 1-2 perdant en finale contre la Chinoise Liu Jing et le bronze par équipes avec Yoon Ji-yu et Lee Mi-gyu. Deux ans plus tard, elle remporte son premier titre mondial battant la Brésilienne Catia da Silva Oliveira en finale.
Lors des Jeux paralympiques d'été de 2020, Seo remporte une médaille d'argent en classe 1-2, perdant une nouvelle fois en finale contre la Chinoise Liu 3 sets à 1.

## Palmarès

### Jeux paralympiques
- médaille d'argent en individuel classe 1-2 aux Jeux paralympiques d'été de 2016 à Rio de Janeiro
- médaille d'argent en individuel classe 1-2 aux Jeux paralympiques d'été de 2020 à Tokyo
- médaille d'argent par équipes classe 1-3 aux Jeux paralympiques d'été de 2020 à Tokyo
- médaille de bronze par équipes classe 1-3 aux Jeux paralympiques d'été de 2016 à Rio de Janeiro

### Championnats du monde
- médaille d'or en individuel classe 1-2 aux Championnats du monde 2018 à Laško
- médaille d'argent en individuel classe 1-2 aux Championnats du monde 2014 à Pékin
- médaille de bronze par équipes classe 1-3 aux Championnats du monde 2014 à Pékin

### Championnats d'Asie
- médaille d'or en individuel classe 1-2 aux Championnats d'Asie 2015 à Amman
- médaille d'argent en individuel classe 1-2 aux Championnats d'Asie 2015 à Amman
- médaille d'argent par équipes classe 1-3 aux Championnats d'Asie 2017 à Pékin

### Jeux para-asiatiques
- médaille d'argent en individuel classe 1-2 aux Jeux asiatiques de 2014 à Incheon
- médaille d'argent par équipes classe 1-3 aux Jeux asiatiques de 2014 à Incheon
- médaille de bronze en individuel classe 1-2 aux Jeux asiatiques de 2018 à Jakarta
- médaille de bronze par équipes classe 1-3 aux Jeux asiatiques de 2018 à Jakarta